# Korpe
Korpe este o localitate din comuna Lukovica, Slovenia, cu o populație de 13 locuitori.